# كولسة عليا
كولسة عليا هي قرية في مقاطعة سردشت، إيران. يقدر عدد سكانها بـ 402 نسمة بحسب إحصاء 2016.